# William Takaku
William Takaku est un acteur de la Papouasie-Nouvelle-Guinée, décédé le 3 janvier 2011. Il a joué Vendredi dans Robinson Crusoé aux côtés de Pierce Brosnan en 1997.

## Filmographie
- 1997 : Robinson Crusoé de Rod Hardy et George Miller : Vendredi
- 1998 : The Violent Earth (mini-série) : Magnus